# Seivässaari (ö i Birkaland)
Seivässaari är en ö i Finland. Den ligger i sjön Mallasvesi och i kommunen Pälkäne i den ekonomiska regionen Tammerfors och landskapet Birkaland, i den södra delen av landet, 130 km norr om huvudstaden Helsingfors. Öns area är 0,3 hektar och dess största längd är 120 meter i sydväst-nordöstlig riktning.